# Keikop (bijnaam)

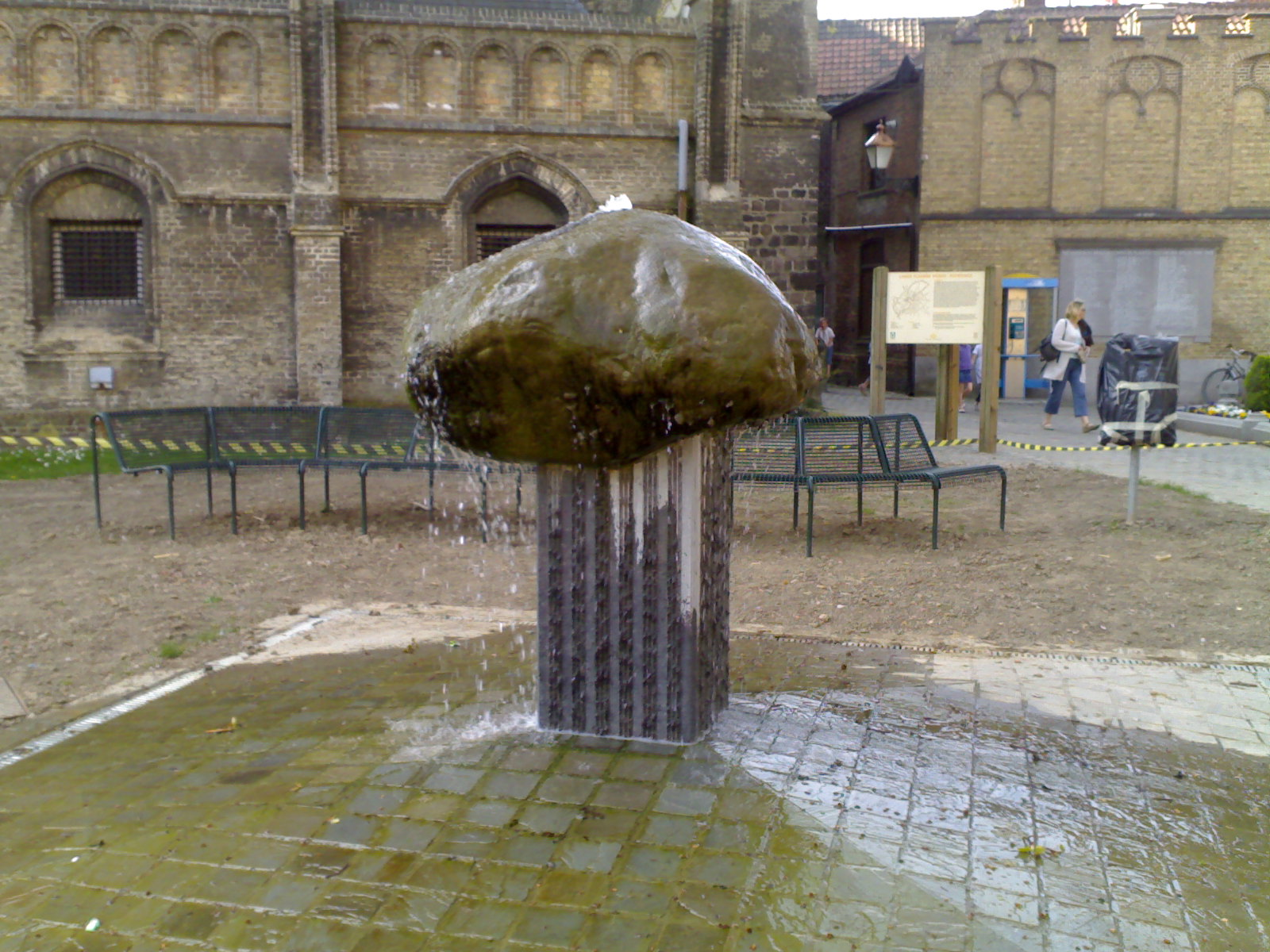
het monument van de Kei bij de Grote markt in Poperinge

Keikop is de bijnaam voor een inwoner van Poperinge. Deze bijnaam vindt zijn oorsprong in de middeleeuwen en verwijst naar zijn koppigheid.

## Geschiedenis
Begin 14e eeuw kende geheel Vlaanderen een bloeiende lakennijverheid. De grote centra, Gent, Brugge en Ieper wilden hun eigen markt beschermen.
Er was reeds een eerste voorrecht voor Ieper uitgesproken op 28 oktober 1322 maar dat was onvoldoende. Lodewijk I, graaf van Vlaanderen, wijzigde op 7 februari 1324 dit voorrecht voor Ieper. Er mocht vanaf dat moment geen laken meer geweven, geschoren of geverfd worden in een omtrek van 3 uur buiten Ieper; indien men zich daar niet aan hield volgde een boete van 50 pond en een verbeurdverklaring van de getouwen.
Dit kwam heel slecht uit voor Poperinge, dat slechts op 12 km van Ieper ligt. De Poperingenaars verzetten zich tegen dit voorrecht door wel nog laken te produceren en andere activiteiten in verband met de lakenindustrie te ontplooien. Het was volgens meerdere 'slimme' lakenwevers meer dan 3 uur wandelen van Poperinge naar Ieper. Later kwam het tot een rechtszaak en zelfs een oorlog tussen beide steden. Sinds de nederlaag tegen Ieper die hier op volgde hanteren de Poperingenaars het wapen van de spot met meester Ghybe.

## Keikop
Volgens Van Dale is een keikop: "iemand die zeer koppig is, van geen toegeven wil weten".
Doordat de Poperingenaars zich niet hielden aan het verbod op lakenindustrie en koppig bleven produceren, kwamen ze aan hun bijnaam.

## Vandaag nog steeds bekend
- Een van de reuzen van Poperinge heet Piere de Keikop, naar de spotnaam genoemd.
- Het jaarlijkse Keikoppencarnaval.
- Een van de wijken in Poperinge, ‘de Keikopwijk’.
- Bij de markt in Poperinge werd in 1988 een monument ingehuldigd. Het werd er geplaatst omwille van het 800-jarige bestaan van de vrijdagmarkt in Poperinge. Het is een grote kei die als fontein dienstdoet. Recent (2006) werd het vernieuwd.
- Het eerste bier gebrouwen in 2011 door Brouwerij De Plukker uit Poperinge heet Keikop